# Glinik Dolny
 (janvier 2018).
Si vous disposez d'ouvrages ou d'articles de référence ou si vous connaissez des sites web de qualité traitant du thème abordé ici, merci de compléter l'article en donnant les références utiles à sa vérifiabilité et en les liant à la section « Notes et références ».
Glinik Dolny est un village du sud-est de la Pologne situé dans la voïvodie des Basses-Carpates. Il fait partie de la gmina de Frysztak (commune rurale) et du powiat de Strzyżów. La population du village s'élève à 938 habitants en 2011.

## Géographie
|               | Kobyle       | Frysztak |
| Glinik Średni | Glinik Dolny | Twierdza |
|               | Lubla        | Widacz   |

Le nom de village provient très probablement du type de sol dominant - l'argile. Tout indique qu'il formait un seul village avec Glinik Górny et Glinik Średni sans pour autant savoir de quand data la scission.
Il se situe à 3 km du bourg de Frysztak, 16km de Jasło, 23km de Krosno ou encore 49km de Rzeszów.

## Histoire
Les traces de présence humaine dans cette zone remontent à la période néolithique. Les premières mentions de cet endroit remontent à 1277 et 1474 quand Boleslas V le Pudique, et plus tard Casimir IV Jagellon, ont libéré des villages appartenant aux cisterciens de différentes tribus. Ces régions restèrent jusqu'à la fin du XVe siècle entre les mains des cisterciens, jusqu'en 1532, lorsque Marcin Frysztacki les a achetées au monastère.

## Économie
Il y a sur le territoire du village une usine de brique et une résidence pour personnes âgées.

## Transports
Proche de Frysztak, Glinik Dolny bénéficie de lignes de bus et de trains reliant aux localités à proximité :
Lignes de train
- LK 106 : Rzeszów - Jasło
- LK 108 : Stróże - Krościenko

## Patrimoine

### Sites historiques
- Nouveau cimetière juif de Frysztak ou cimetière juif de Glinik Dolny de la communauté juive de Frysztak. Si son origine est inconnue, l'endroit a servi de lieu d’exécution de juifs pendant la guerre par les soldats allemands, et un grand nombre de victimes du ghetto de Frysztak ont été enterrées ici[7].